# Tapin (Basses-Carpates)
Pour les articles homonymes, voir Tapin.
Tapin est une localité polonaise de la gmina de Rokietnica, située dans le powiat de Jarosław en voïvodie des Basses-Carpates.